# Камбисис, Яннис
Яннис Камбисис (греч. Γιάννης Καμπύσης, 1872, Корони, Мессения — 1901, Афины) — новогреческий поэт, прозаик и драматург.

## Биографические сведения
Яннис Камбисис родился в Корони, в семье художника Анастасия Камбисиса и Каллиопы Тригетта. В своем родном городе он окончил начальную и среднюю школу, а затем отправился в Каламату, где завершил своё среднее образование (1884—1888). Здесь он также принял участие в любительских театральных постановках Иоанниса Х. Апостолакиса.
В 1888 году он вместе с семьей переехал в Афины и изучал право в Афинском университете (1888—1894), но не стал адвокатом и был вынужден работать в течение трех лет сотрудником Министерства финансов Греции. В 1898 от скуки и уныния он подал в отставку и бежал в Германию, где он оставался до лета следующего года. Время, проведенное в Германии (с октября 1898 по июль 1899 года), сыграло решающую роль в дальнейшей жизни и мировоззрении Камбисиса. Увидев интеллектуально и идеологически новый мир, отличный от греческого, Яннис Камбисис увлекся идеей перенести немецкие идеалы в греческое общество, чтобы помочь ему преодолеть социальную и идеологическую пустоту. Именно в Германии он вступил в контакт с социалистическим движением и философией Ницше, познакомился с такими фигурами, как Генрик Ибсен, Герхарт Гауптман и Август Стриндберг. В Германии Яннис Камбисис написал свои известные «Немецкие письма», изданные при жизни писателя на страницах афинского журнала «Техни».
Однако проблемы со здоровьем заставили его вернуться в Грецию. Вскоре его грандиозные планы о вкладе в духовное возрождение Греции перечеркнула преждевременная смерть. Яннис Камбисис умер в возрасте 29 лет от туберкулеза в Афинах.

## Основные произведения
Проза
- Παουλίνα-Παουλίνα.
- Το μάτι του δράκοντα.
- Ο Γιάννης Μάνταλος.
- Στερνή ματιά.
- Καινούργιες μυρωδιές.
- Τα ρόδα του Ηλιογάβαλου.

Драматургия
- Μυστικό του γάμου — Η φάρσα της ζωής. Αθήνα, τυπ. Κορίννης, 1896.
- Η μις Άννα Κούξλεϋ — Οι κούρδοι. Αθήνα, τυπ. Εστία, 1897.
- Το δαχτυλίδι της μάνας. Αθήνα, Κ.Μαίσνερ — Ν.Καργαδούρης, 1898.
- Στα σύγνεφα. Αθήνα, έκδοση του περ. Τέχνη, 1899.
- Ανατολή. Αθήνα, Κ.Μαίσνερ — Ν.Καργαδούρης , 1901.

Поэтические сборники
- Ο ήσκιος της Σοφίας, 1898.
- Το βιβλίο των συντριμμιών, 1900.

Философские эссе
- Διηγήματα. Αθήνα, Νεφέλη, 1989.
- Άπαντα. Αναστύλωσε ο Γ.Βαλέτας. Αθήνα, εκδόσεις Πηγής, 1972.
- Οχτροί και φίλοι και άλλα διηγήματα. Αθήνα, Ίδρυμα Κώστα και Ελένης Ουράνη, 1997.